# Carl Reinecke
Carl Heinrich Carsten Reinecke (Altona, Hamburgo, 23 de junho de 1824 – Leipzig, 10 de março de 1910) foi um compositor, professor e pianista alemão.

## Biografia
Reinecke nasceu em Altona, na época parte do ducado de Holstein e governada em união pessoal pelo rei da Dinamarca, hoje um distrito de Hamburgo. Filho de Johann Peter Rudolph Reinecke, um professor de música, Carl começa a compor aos sete anos, vindo a se apresentar como pianista a partir de seus doze anos de idade.
Realizou sua primeira excursão musical em 1843, fato que o conduziu, em 1846, a sua nomeação como Pianista da Corte de Cristiano VIII em Copenhague, onde permaneceu até 1848. Durante o período escreveu quatro concertos para o piano e várias cadenzas para outras obras, inclusive um grande grupo publicado como seu opus 87. Escreveu também concertos para violino, violoncelo, harpa e flauta.
Em 1851 torna-se professor no Conservatório de Colônia. Nos anos seguintes foi apontado como diretor musical em Barmen, também se tornou diretor musical e acadêmico e maestro da Singakademie de Wrocław (Breslau).
Em 1860, Reinecke é nomeado diretor da Orquestra Gewandhaus em Leipzig, onde permanece até 1895, e professor de composição e piano no conservatório da cidade. Em 1865 o Quarteto Gewandhaus apresenta pela primeira vez seu quinteto para piano e em 1892 seu quarteto de cordas em ré maior.
A obra mais conhecida de Reinecke é a sonata para flauta Ondina, mas ele é também lembrado como um dos mais influentes e versáteis músicos de seu tempo. Como professor, deu aulas para grandes nomes da música.
Após sua aposentadoria dedicou seu tempo à composição, inclusive de diversas óperas. Carl Reinecke morreu em Leipzig aos 85 anos.

## Ensino
Reinecke lecionou por 35 anos, até 1902. Entre seus principais alunos encontramos:
- Isaac Albéniz
- Eyvind Alnæs
- Max Bruch
- Frederick Delius
- Richard Franck
- Théodore Gouvy
- Edvard Grieg
- Basil Harwood
- Leoš Janáček
- Sigfrid Karg-Elert
- Arnold Krug
- Smith Newell Penfield
- Carl Piutti
- Hugo Riemann
- Julius Röntgen
- Camillo Schumann
- Christian Sinding
- Charles Villiers Stanford
- Arthur Sullivan
- Hermann Suter
- Johan Svendsen
- Felix Weingartner
- Sara Wennerberg-Reuter
- Richard Wetz

## Obras

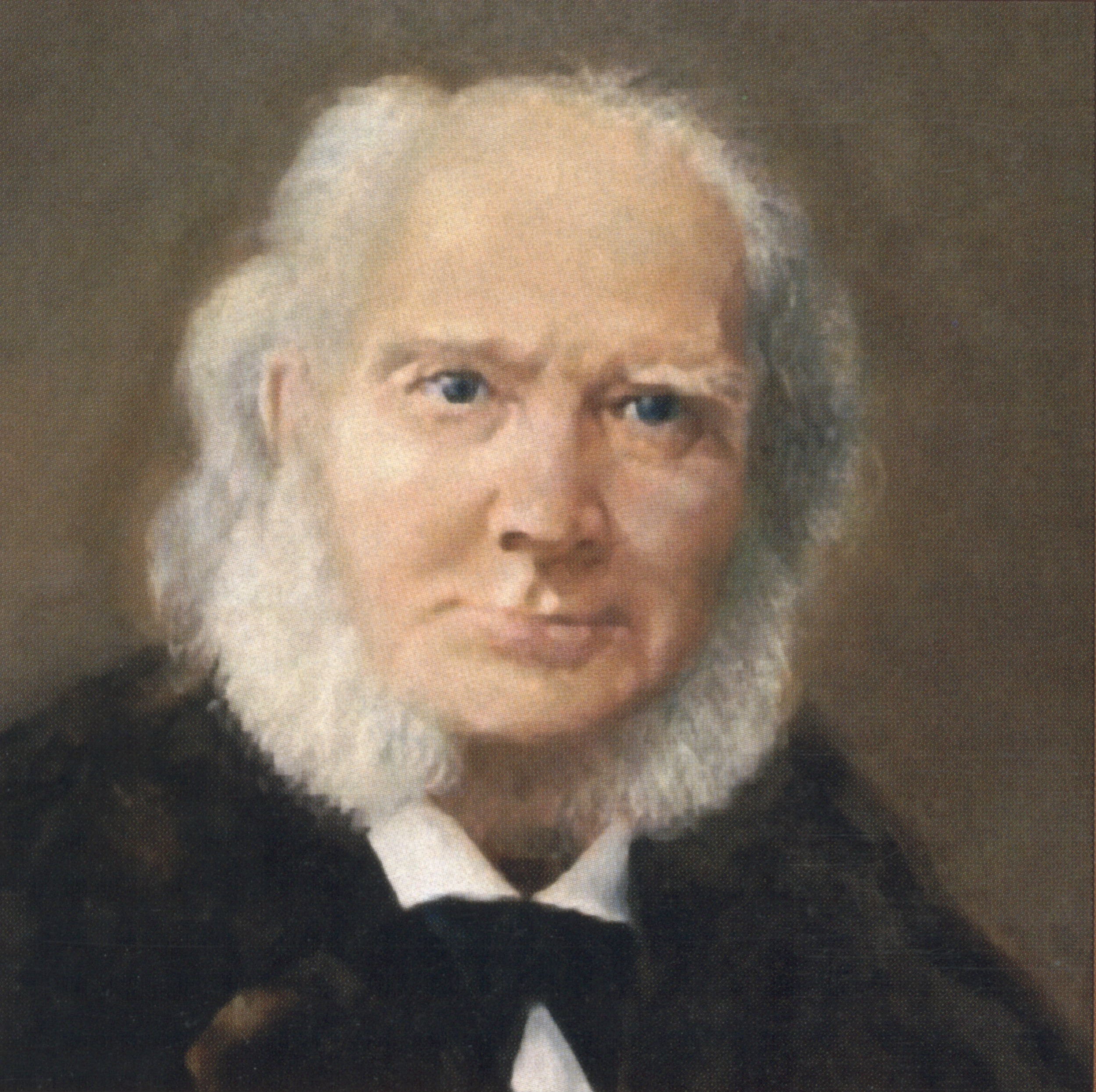
Carl Reinecke, circa 1905.

As mais importantes obras de Reinecke são:
- König Manfred, ópera cômica (1867)
- Ein Abenteuer Händels, opereta (1874)
- Auf hohen Befehl, ópera cômica (1886)
- Der Gouverneur von Tours, ópera cômica (1891)
- Sinfonia Nº 1 em Lá maior, op. 79 (1858)
- Sinfonia Nº 2 em Dó menor, Hakon Jarl, op. 134 (1874)
- Sinfonia Nº 3 em Sol menor, op. 227 (aprox. 1895)
- Quarteto para piano em Mi bemol, op. 34 (1844)
- Quinteto para piano em Lá, op. 83 (1866)
- Concerto para violoncelo em Ré menor, op. 82 (1864)
- Concerto para violino em Sol menor, op. 141 (1876)
- Concerto para harpa em Mi menor, op. 182 (1884)
- Concerto para flauta em Ré maior, op. 283
- Concerto para piano Nº 1 em Fá sustenido menor, op. 72 (1860)
- Concerto para piano Nº 2 em Mi menor, op. 120 (1872)
- Concerto para piano Nº 3 em Dó maior, op. 144 (1877)
- Concerto para piano Nº 4 em Si menor, op. 254 (1900)
- Serenata para cordas em Sol menor, op. 242, aprox. 1898)
- Trio para piano, oboé e trompa em Lá menor, op. 188 (1886)
- Trio para piano, clarinete e viola em Lá, op. 264
- Trio para piano, clarinete e trompa em Si bemol, op. 274 (1905)
- Octeto para madeiras em Si bemol, op. 216 (1892)
- Sexteto para flauta, oboé, clarinete, 2 trompas e fagote em Si bemol, op. 271
- Cinco quartetos de cordas (op. 16 em Mi bemol, 1843, op. 30 em Fá, 1851, op. 132 em Dó, 1874, op. 211 em Ré maior, 1890, and op. 287)
- Sonata para órgão, op. 284
- Sonata para piano para a mão esquerda, op. 179 (1884)
- Trio de cordas em Dó menor, op. 249
- Sonatas para flauta op. 167 ("Ondina"), 1882, violino e violoncelo (três, em Lá menor op. 42 1847-8, Ré maior op. 89, 1866, e Sol menor, op. 238)
- Trio para piano, op. 230
- Drei Fantasiestücke für Viola und Klavier (três fantasias para viola e piano), op. 43